# Nyctimystes kubori
Espèce
Synonymes
- Litoria kubori (Zweifel, 1958)

Statut de conservation UICN

 LC  : Préoccupation mineure
Nyctimystes kubori est une espèce d'amphibiens de la famille des Pelodryadidae.

## Répartition
Cette espèce est endémique des montagnes de l'Est de la Papouasie-Nouvelle-Guinée. Elle se rencontre entre 1 100 et 2 000 m d'altitude.

## Description
La femelle holotype mesure 56,5 mm. Les mâles mesurent jusqu'à 45 mm et les femelles jusqu'à 60 mm.

## Étymologie
Son nom d'espèce lui a été donné en référence à son lieu de découverte, les monts Kubori.

## Publication originale
- Zweifel, 1958 : Frogs of the Papuan hylid genus Nyctimystes. American Museum novitates, no 1896, p. 1-51 (texte intégral).